# ブレント・クツレ
ブレント・マイケル・クツレ / Brenk Michael Kutzle [1985年8月3日 - ] は、カリフォルニア州・ファウンテンバレー出身のアメリカ人ミュージシャン、多楽器奏者、作詞家、レコーディング・プロデューサー、映画音楽家。彼はポップ・ロックバンド、ワンリパブリックのメンバーである。
※彼のファミリーネームの発音 [kʌtsl] は正確には「カツレ」に近いが、Google による自動日本語表記変換にて「クツレ」が提示されており、それを採用した記事もすでに存在するため、既存の文献の表記と統一させる形を取った。

## 人物
ワンリパブリックのリードボーカリストであるライアン・テダーとともに、ブレントはビヨンセ、マッチボックス・トゥエンティ、エリー・ゴールディング、コブラ・スターシップ、レオナ・ルイス、ケリー・クラークソンを始めとする、多数のミュージシャンと作詞、演奏を行ってきた。
ブレントは2017年にジャッキーレスリーと結婚した。

## 生い立ち

### 子供の頃
ブレントは幼少をイーサン.B.アレン小学校で過ごし、13歳のときにはカリフォルニア州ウェストミンスターにあるサラ・マクガービン学校へ入学した。また、彼はウェストミンスターにあるラ・キンタ高校、リバーサイドのカリフォルニアバプテスト大学、コスタメサのバンガード大学にも通った。クツレは教会のオルガン奏者でかつピアノ講師であった母親と、1984年ロサンゼルス夏季オリンピックの開会式における84名のピアノ奏者のうちの一人であったピアニストの父親のもとに生まれ、幼い頃から両親とともにピアノを弾き始めた。
チェロはヴァイオリンほど競争が熾烈でなかったため、クツレは父親にそれを 2 つ目の楽器として取り掛かるよう勧められた。クツレはクラシックの教養を受けた作曲家である。 

### 映画の出演
クツレは、2008年に公開されたジェシカ・アルバ主演の映画、『アイズ（原題："The Eye"）』において特別出演を果たした。彼は冒頭シーンでオーケストラの 1 メンバーとしてチェロを演奏した。また、彼の演奏したチェロは2006年に公開された同タイトルのインディペンデント映画におけるタイトルトラック、「ソングス・ライク・レイン」でも聞くことができる。
2014年、クツレはいくつの楽器を演奏することができるのかと聞かれ、彼は「大学時代にできたほど多くはないが、片手で数えられるくらいだよ。」と答えた。クツレはまた、水運動活動家のフレイザー・カーショウ（Fraser Kershaw）を主演として起用した2016年の世界的映画、『ビハインド・ザ・ウォーター』のサウンドトラックを採譜した。

### ワンリパブリック
クツレは、ワンリパブリックの元ベーシストがソロのキャリアを追うために脱退した後、2007年の早期頃、同バンドに加わった。彼は小学 4 年生の頃からチェロを演奏しており、自身にチェロの演奏を許さないバンドでは決して演奏することはないと発言している。 クツレはロックバンドに適したサウンドを提供するため、ディレイやリバーブ、ループエフェクトなどを使用してチェロのサウンドを変えてきた。ワンリパブリックのデビューアルバム「ドリーミング・アウト・ラウド（Dreaming Out Loud）」における楽曲、「オール・フォール・ダウン（All Fall Down）」では一曲を通して繰り返される特徴的なチェロのサウンドがベースとなっており、彼はこの曲を通じて名を知らしめた。
彼は、チェロとベースの演奏に加え、同バンドメンバーのザック・フィルキンス、フロントマンのライアン・テダーと共に作詞・作曲に携わっている。
クツレは、アルバム「ウェイキング・アップ（Waking Up）」のリードシングル「オール・ザ・ライト・ムーブス（All The Right Moves）」、シングルの「グッド・ライフ（Good Life）」、三枚目のアルバム「ネイティブ」のシングル、「フィール・アゲイン（Feel Again）」、「イフ・アイ・ルーズ・マイセルフ（If I Lose Myself）」などを含む多くの楽曲で楽曲制作に携わっている。
ライブ・コンサートにおいて、彼はベース、チェロ、ピアノ、ギター、パーカッションなどを演奏するとともに、メンバーのザック・フィルキンス、エディー・フィッシャー、ドリュー・ブラウン、ブライアン・ウィレットなどとともにバックコーラスを担当している。